# Stanhopea jenischiana
Stanhopea jenischiana là một loài lan đặc hữu của tây nam México.

## Hình ảnh

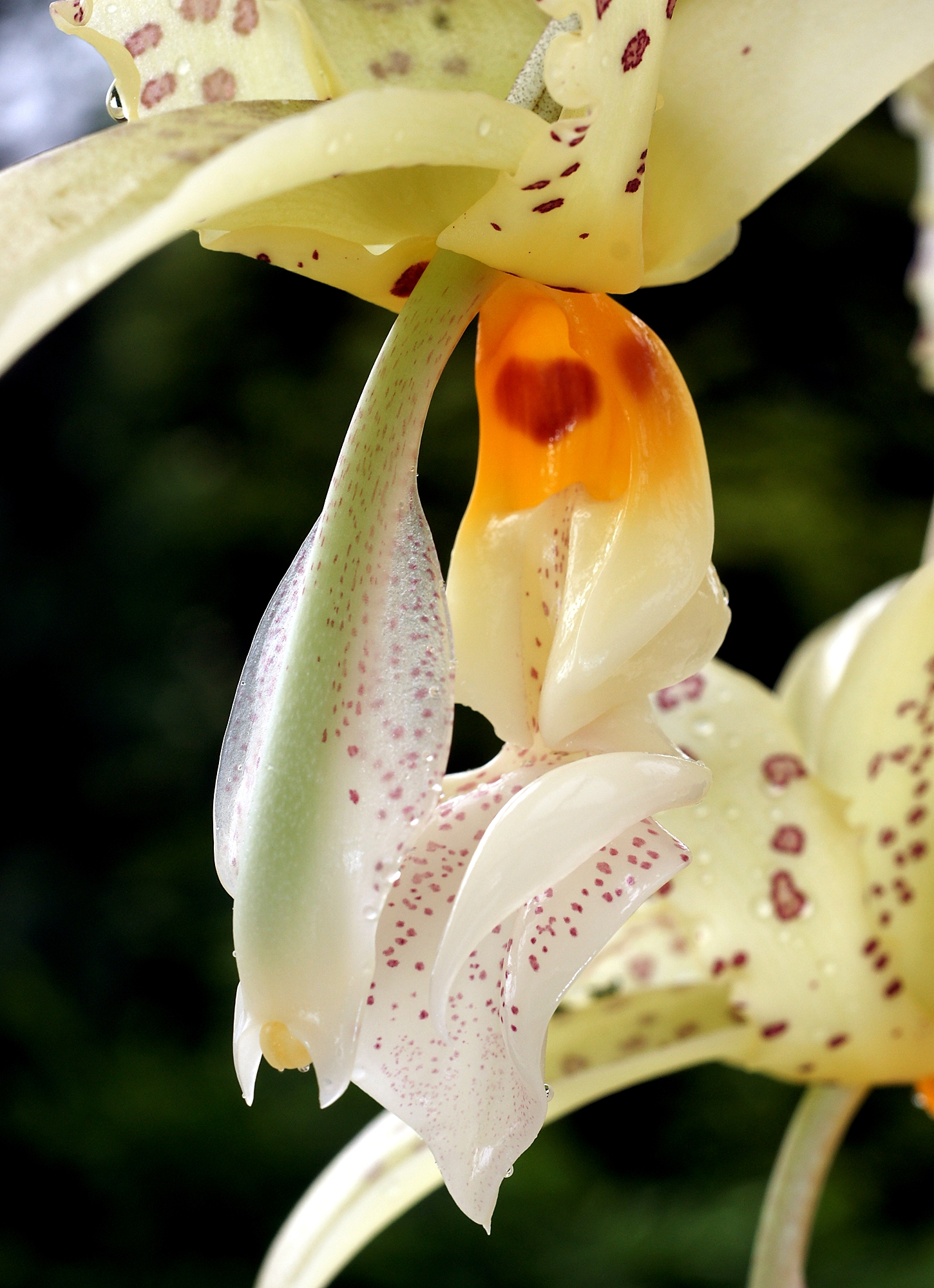
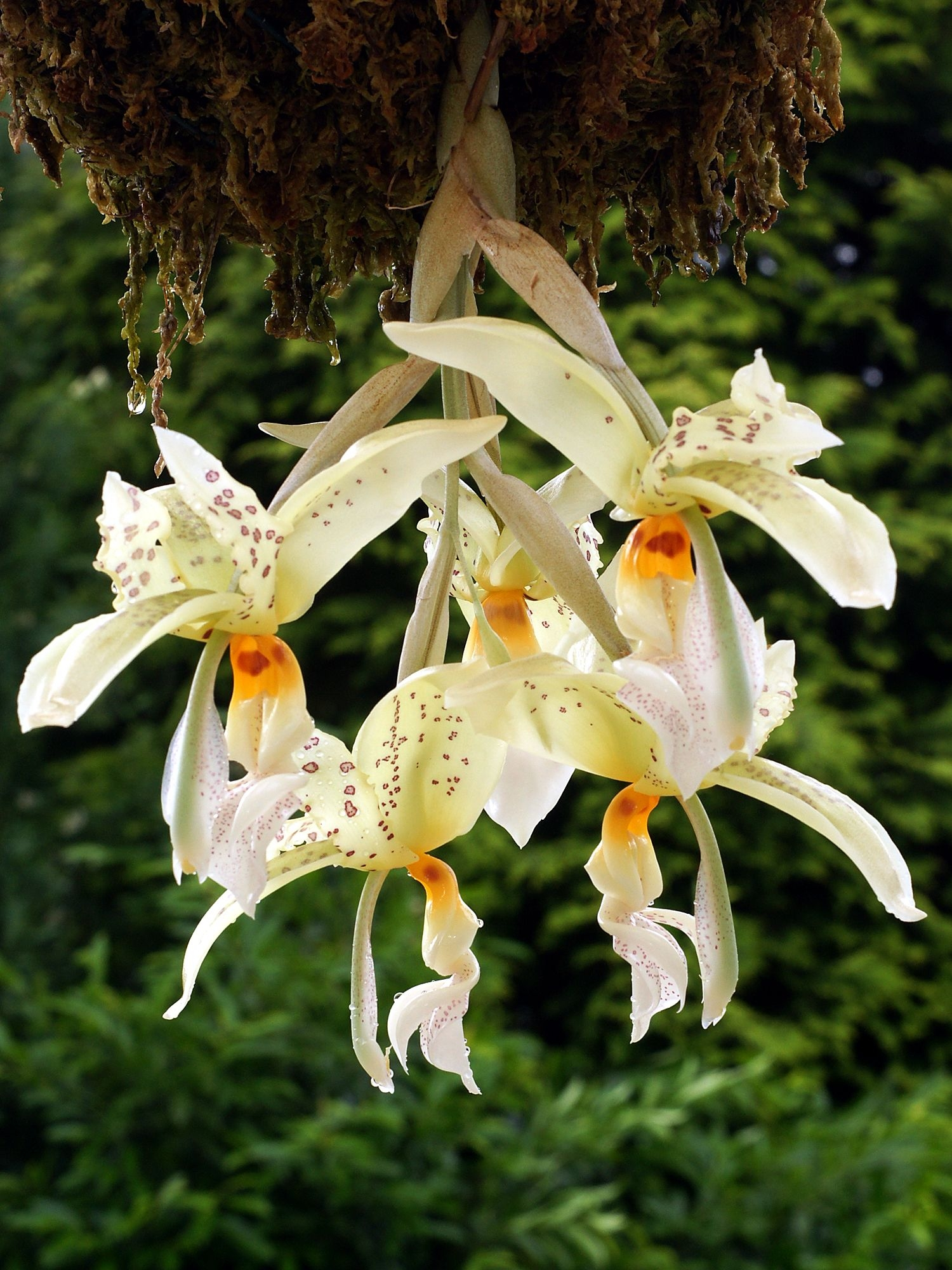
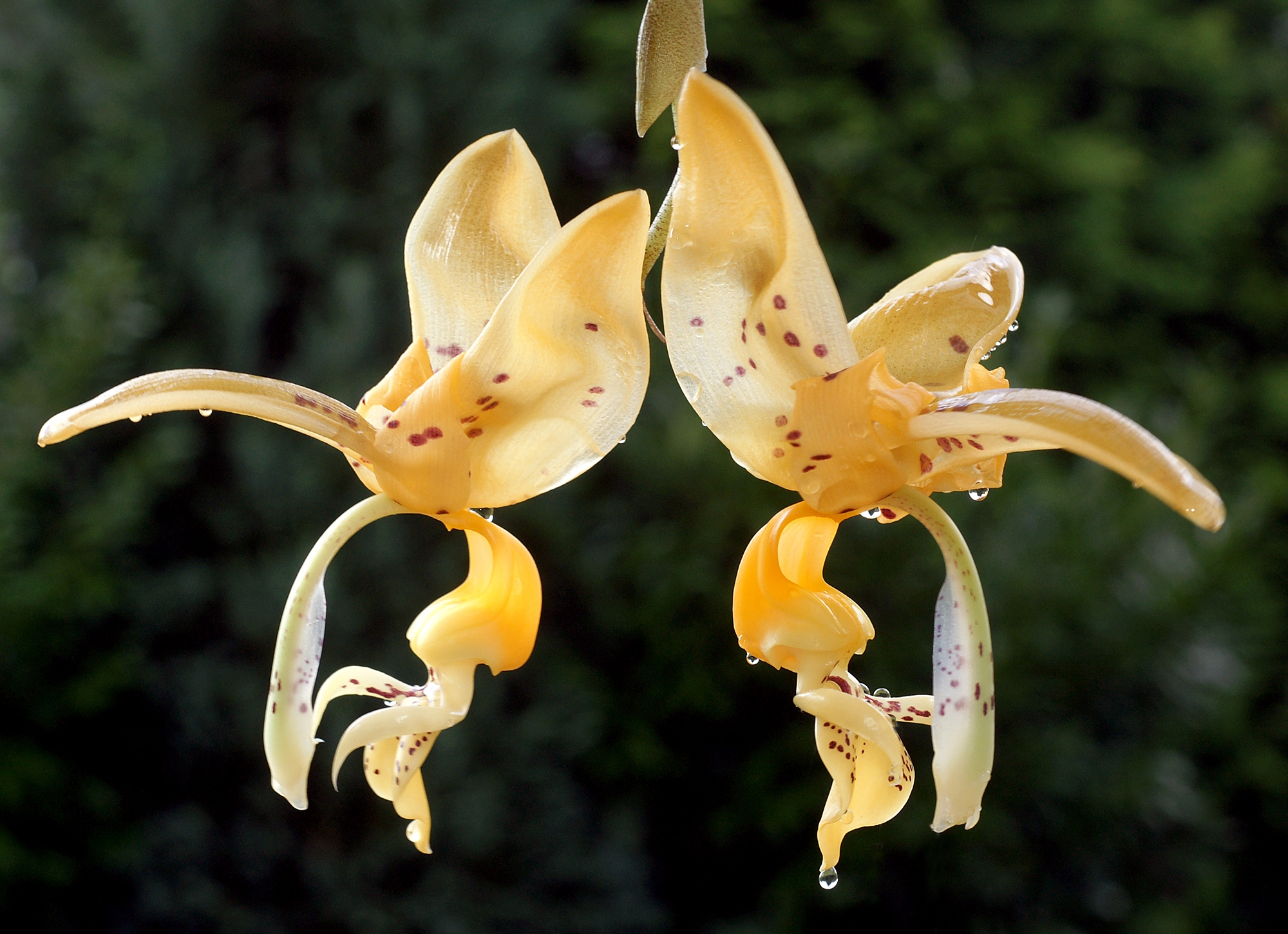
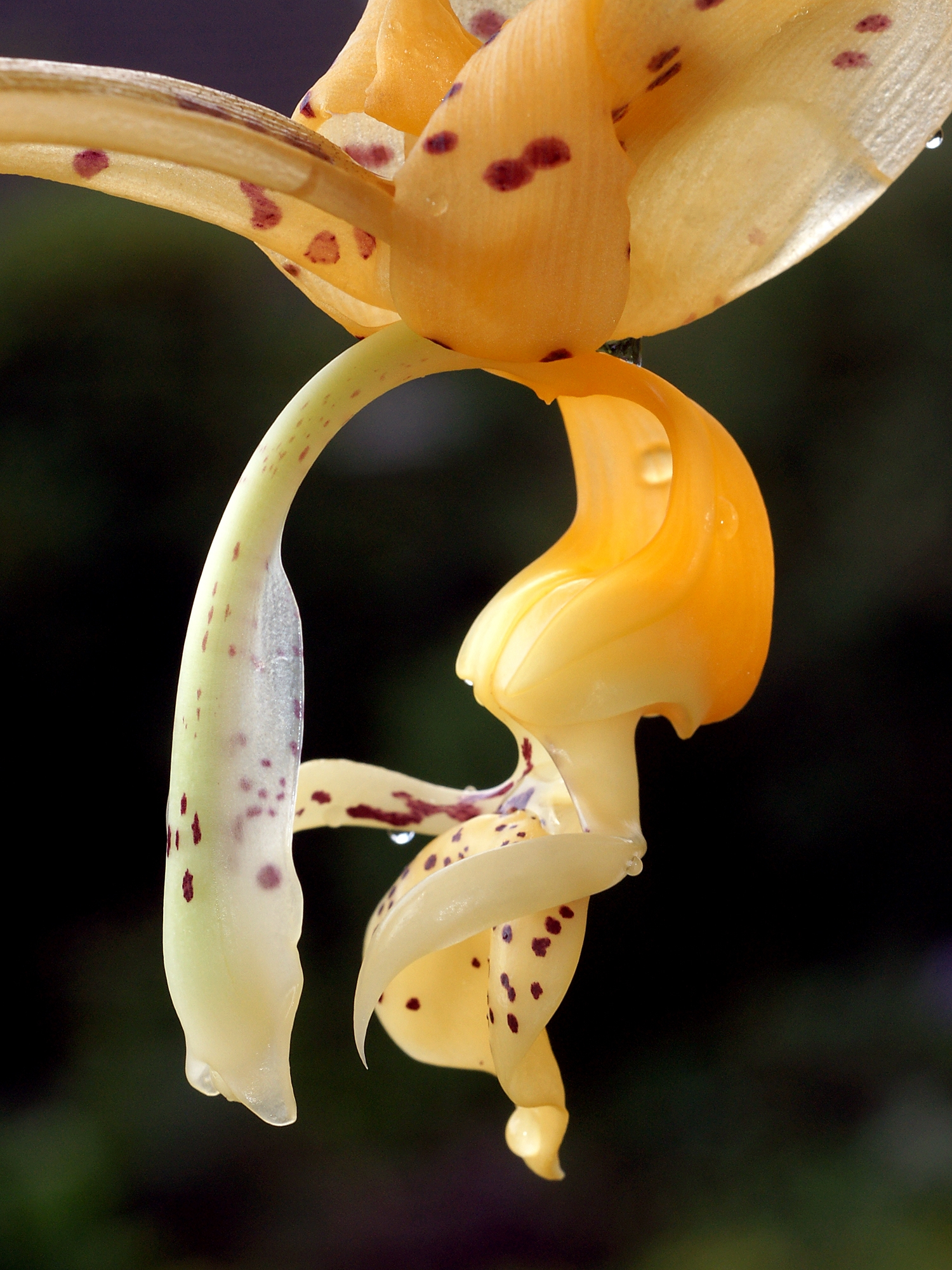